# Aristida sciurus
Aristida sciurus är en gräsart som beskrevs av Otto Stapf. Aristida sciurus ingår i släktet Aristida och familjen gräs. Inga underarter finns listade i Catalogue of Life.